# Eëksen
Eëksen (Eeksen, Ē′exsẹn), jedna od skupina ili plemena Comox Indijanaca, jezična porodica salishan, koji su živjeli uz Oyster Bay južno od rijeke Campbell, na istočnoj obali kanadskog otoka Vancouver. Govorili su dijalektom jezika comox. Spominje ih Boas 1887.